# Chiesa di San Pietro martire (Bellinzona)
La chiesa parrocchiale di San Pietro martire è un edificio religioso che si trova a Gnosca, in Canton Ticino.

## Storia
La costruzione viene citata per la prima volta in documenti storici risalenti al XIII secolo come parte della diocesi di Milano e venne consacrata nel 1498. Nel XV secolo venne ampliata verso sud e verso est, con la realizzazione anche di affreschi di Antonio da Tradate e di suo figlio Giovanni Antonio Taddeo. Nel 1550 venne costruito il campanile e subito dopo le due cappelle laterali. Nel XVII secolo venne costruito il coro, nel quale venne inserito un tabernacolo marmoreo di epoca rinascimentale.

## Descrizione
La chiesa si presenta con una pianta ad unica navata sovrastata da una volta a botte lunettata, affiancata da due cappelle laterali.